# Tiguent El Jedid
Tiguent El Jedid est une commune de Mauritanie située dans le département de Mederdra de la région de Trarza. 